# Certificering af musiksalg
I musikbranchen certificeres salgstallene af brancheforeningerne i de enkelte lande. Typisk betaler pladeselskaberne en sum for denne certificering og for det medfølgende trofæ.

## Danmark
I Danmark er det brancheforeningen IFPI Danmark der certificerer.
| Udg./Cert.                         | Guld      | Platin    | Dobbelt Platin | Trippel Platin | osv. |
| ---------------------------------- | --------- | --------- | -------------- | -------------- | ---- |
| Album Fysisk + digital + streaming | 10.000    | 20.000    | 40.000         | 60.000         | ...  |
| Track Fysisk + digital + streaming | 4.500.000 | 9.000.000 | 18.000.000     | 27.000.000     | ...  |

Noter
Kravene for salg er løbende blevet ændret. Tidligere var kravene for album 15.000 og 30.000 for henholdsvis guld og platin. Indtil 1. april 2009 var kravene for singler 7.500 og 15.000 for guld og platin. Fra 1. april 2003 indtil 1. juni 2006 var certificering niveauer for album 20.000 eksemplarer for guld, og 40.000 eksemplarer for platin, mens de var 4.000 og 8.000 for singler.
Dette blev ændret igen i 2016, og det blev sværere at få guld og platin.

### Den aktuelle omregningsfaktor for henholdsvis tracks og album

#### Track
1 stream = 1 enhed
1 download = 100 enheder

#### Album
1000 streams = 1 enhed
1 download = 1 enhed

## Frankrig
I Frankrig er det Syndicat national de l'édition phonographique (SNEP) og UPFI, som er en samarbejdsorganisation for de franske certifikatproducenter, der står for uddelingen af trofæer. Guldcertifikatet blev først indført i 1973. Den første 45" plade, der solgte mere end 1.000.000 eksemplarer i Frankrig var L’homme à L’harmonica af Ennio Morricone fra 1969 (musik fra filmen Vestens hårde halse). I juli 2009, besluttede SNEP sig for at revidere grænserne for sine certificeringer. I forlængelse heraf blev sølvcertifikatet skrottet, da det ikke længere blev uddelt.

### Albums
| Certifikat                                 | Sølvcertifikat | Guldcertifikat | Dobbelt Guldcertifikat | Platincertifikat | Dobbelt Platincertifikat | Trippel Platincertifikat | Diamantcertifikat |
| ------------------------------------------ | -------------- | -------------- | ---------------------- | ---------------- | ------------------------ | ------------------------ | ----------------- |
| Fra 1. januar 1973 til 30. april 1980      |                | 100.000        |                        |                  |                          |                          |                   |
| Fra 1. maj 1980 til 30. oktober 1988       |                | 100.000        |                        | 400.000          |                          |                          |                   |
| Fra 1. november 1988 til 31. december 1998 |                | 100.000        | 200.000                | 300.000          | 600.000                  | 900.000                  | 1.000.000         |
| Fra 1. januar 1999 til 30. juni 2006       | 50.000         | 100.000        | 200.000                | 300.000          | 600.000                  | 900.000                  | 1.000.000         |
| Fra 1. juli 2006 til 30. juni 2009         | 35.000         | 75.000         |                        | 200.000          | 400.000                  | 600.000                  | 750.000           |
| Siden 1. juli 2009                         |                | 50.000         |                        | 100.000          | 200.000                  | 300.000                  | 500.000           |

### Singler
| Certifikat                                | Sølvcertifikat | Guldcertifikat | Platincertifikat | Diamantcertifikat |
| ----------------------------------------- | -------------- | -------------- | ---------------- | ----------------- |
| Fra 1. januar 1973 til 30. april 1980     |                | 500.000        |                  |                   |
| Fra 1. maj 1980 til 30. juni 1985         |                | 500.000        | 1.000.000        |                   |
| Fra 1. juli 1985 til 31. oktober 1988     | 250.000        | 500.000        | 1.000.000        |                   |
| Fra 1. november 1988 til 28. februar 1991 | 200.000        | 400.000        | 800.000          |                   |
| Fra 1. marts 1991 til 1. januar 1997      | 125.000        | 250.000        | 500.000          |                   |
| Fra 2. januar 1997 til 30. april 2005     | 125.000        | 250.000        | 500.000          | 750.000           |
| Fra 1. maj 2005 til juli 2009             | 100.000        | 200.000        | 300.000          | 500.000           |
| Siden juli 2009                           |                | 75 000         | 150 000          | 250 000           |

### DVD musik
| Certikat        | Guldcertifikat | Platincertifikat | Platincertifikat | Platincertifikat | Diamantcertifikat |
| --------------- | -------------- | ---------------- | ---------------- | ---------------- | ----------------- |
| Før juli 2009   | 5.000          | 20.000           | 40.000           | 60.000           | 100.000           |
| Siden juli 2009 | 4.000          | 12.000           | 30.000           | 45.000           | 60.000            |

## Norge
I Norge er det brancheforeningerne IFPI og FONO som certificerer.
| Trofæ  | Album  | Singler | Musik-DVDer |
| Guld   | 15.000 | 5.000   | 5.000       |
| Platin | 30.000 | 10.000  | 10.000      |

Kravene for albummer blev ændret 6. september 2006. Tilsvarende tal var tidligere 20.000 og 40.000. Ved beregning af salgstal inkluderes download via internet, til mobil eller tilsvarende. For singler gælder salg af hele sange, mens for album må mindst 3/4 af hele albummet sælges samlet.

## Storbritannien
I Storbritannien er det British Phonographic Institute som certificerer.
| Trofæ  | Album   | Singler |
| Sølv   | 60.000  | 200.000 |
| Guld   | 100.000 | 400.000 |
| Platin | 300.000 | 600.000 |

## Tyskland
I Tyskland er det Bundesverband Musikindustrie/Bundesverband Phono som certificerer.
| Trofæ  | Album   | Singler |
| Guld   | 100.000 | 150.000 |
| Platin | 200.000 | 300.000 |

Begge certificeringsniveauer til musikalbum og singler er effektive fra 1. januar 2003. Tidligere skulle musikalbum sælges i henholdsvis 150.000 og 300.000 eksemplarer, mens kravet for musiksingler var henholdsvis 250.000 og 500.000 eksemplarer.
Før oktober 1999 skulle et album være solgt i 250.000 eksemplarer for at opnå en Gold Award, og i 500.000 eksemplarer for at opnå platin prisen.
De nuværende tærskler til singler kan omfatte juridiske digitale downloads.

## USA
I USA er det brancheforeningen RIAA som certificerer.
| Trofæ   | Antal enheder |
| Guld    | 500.000       |
| Platin  | 1.000.000     |
| Diamant | 10.000.000    |

Der er ingen diamant-priser for singler.